# یواس‌اس اسکای‌لارک (ای‌اس‌آر-۲۰)
یواس‌اس اسکای‌لارک (ای‌اس‌آر-۲۰) (به انگلیسی: USS Skylark (ASR-20)) یک زیردریایی بود که طول آن ۲۰۵ فوت (۶۲ متر) بود. این زیردریایی در سال ۱۹۴۶ ساخته شد.